# 半截河街道
半截河街道，是中华人民共和国河南省许昌市魏都区下辖的一个乡镇级行政单位。

## 行政区划
半截河街道下辖以下地区：
半截河社区、孙湾社区、徐湾社区、刘庄社区、唐岗社区、申庄社区、马岗社区、三里桥社区、李庄社区、陈庄社区、大坑李社区、赵湾社区、菅庄社区和河湾社区。